# Psary (powiat Ostrowski)
Psary is een dorp in het Poolse woiwodschap Groot-Polen, in het district Ostrowski (Groot-Polen). De plaats maakt deel uit van de gemeente Sieroszewice en telt ca. 500 inwoners.